# 芦屋大学の人物一覧
芦屋大学の人物一覧（あしやだいがくのじんぶついちらん）は、芦屋大学に関係する人物の一覧記事。

## 著名な教職員
- 小笠原暁 - 元学長
- 袴田茂樹 - 元教授[1]
- 金相煥 - 臨床教育学部准教授
- 安東茂樹 - 経営教育学部特任教授

客員教授
- 天日謙作
- 辛坊治郎
- 大八木淳史
- 平田勝男（2012年 - ）
- 六車卓也（2012年 - ）
- 大西宏幸（2012年 - ）
- 松岡広隆（2013年 - ）

## 著名な出身者

### 政治家
- 大西宏幸 - 元衆議院議員、防衛大臣政務官
- 大江康弘 - 白浜町長、元参議院議員
- 吉田直人 - 松茂町長

### タレント
- TAKA (ヒップホップ・ミュージシャン)
- 西川かの子

### アナウンサー
- 和倉聡美 - フリーアナウンサー
- 東真由美 - フリーアナウンサー

### スポーツ選手
- 小國以載（中退） - プロボクサー
- 小林豪己 - プロボクサー
- 千本瑞規 - プロボクサー
- 中嶋一輝 - プロボクサー
- 中嶋憂輝 - プロボクサー
- 和田まどか - アマチュアボクシング選手、2014年女子世界選手権銅メダリスト
- 山川和大 - プロ野球選手
- 田中耀飛 - プロ野球選手
- 橋本拓哉 - プロバスケットボール選手

### その他
- 土井善晴 - 料理研究家
- 李通發 - 料理人。中国料理店『樹樹』のオーナー
- 李南教 - 大学院修了。慶一大学校（韓国）総長
- 藤尾益雄 - 実業家。元気寿司代表取締役社長
- 盛田英夫 - 実業家、ソニー創業者盛田昭夫の長男